# EMI Music Japan
EMI Music Japan (EMIミュージック・ジャパン株式会社, EMI Music Japan Kabushiki-gaisha) är ett japanskt musikbolag som ägs avs brittiska EMI Group. Bolaget delägdes tidigare till 45 procent av företagskonglomeratet Toshiba och hette då EMI-Toshiba.